# Schausiella spitzi
Schausiella spitzi är en fjärilsart som beskrevs av Lauro Travassos 1958. Schausiella spitzi ingår i släktet Schausiella och familjen påfågelsspinnare. Inga underarter finns listade.